# شکست به پیروزی
شکست به پیروزی (انگلیسی: Defeat into Victory) شرحی از بازپس‌گیری برمه توسط نیروهای متفقین در طول جنگ جهانی دوم توسط فیلد مارشال بریتانیایی ویلیام جوزف اسلیم است که توسط کسل و کمپانی در سال ۱۹۵۶ در بریتانیا منتشر شد. در ایالات متحده با عنوان شکست در پیروزی: نبرد با ژاپن در برمه و هند، ۱۹۴۲–۱۹۴۵ توسط دیوید مک کی از نیویورک در سال ۱۹۶۱ منتشر شد.